# 대한부인회
대한부인회(大韓婦人會)는 1949년 2월 24일에 서울에서 설립된 반관반민 우익 여성단체였다. 독립촉성애국부인회의 후신인 대한애국부인회와 서울시부인회의 통합으로 결성되었다.
단체의 설립자 박순천은 대통령 이승만이 지시한 대한부인회의 자유당 입당을 거부하고 무소속으로 제2대 총선에 나서서 당선되어 의회 진출에 성공했다. 1961년 5월 22일 5·16 군사 정변으로 건설된 국가재건최고회의가 '국가재건회의 포고 제6호'를 발표하자 모든 정당과 사회단체의 해산이 이루어져 대한부인회도 같은 날 해체되었다.